# 2095
Rok 2095 (MMLXLV) gregoriánského kalendáře začne v sobotu 1. ledna a skončí v sobotu 31. prosince.

## Předpokládané a naplánované události
- 5. května – 150. výročí vysílání prvního dílu seriálu Yosemite Sam
- 8. května – Nastane Přechod Merkuru a 150. výročí konce Druhé světové války
- 2. června – Nastane úplné Zatmění Slunce na části Jižní polokoule
- 22. listopadu – 100. výročí premiéry filmu Toy Story: Příběh hraček